# HC Satakunta
Der HC Satakunta war ein 2008 gegründeter finnischer Eishockeyklub aus Eurajoki. Die Mannschaft spielte in der Suomi-sarja und trug ihre Heimspiele in der Eurajoen jäähalli aus.

## Geschichte
Der Verein wurde 2008 als HC Luvia gegründet. Bereits in der Saison 2009/10 gelang der Herrenmannschaft der Aufstieg in die drittklassige Suomi-sarja. Im Anschluss an die Saison 2010/11 zog der Verein von Luvia nach Eurajoki um und änderte seinen Namen nach seiner Heimatregion in HC Satakunta.
2015 stellte der Verein den Spielbetrieb ein.